# Pătrăuții de Jos, Storojineț
Pătrăuții de Jos (în ucraineană Нижні Петрівці, transliterat: Nîjni Petrivți și în germană Unter Petroutz, în poloneză Piotrowce Dolne) este un sat reședință de comună în raionul Storojineț din regiunea Cernăuți (Ucraina). Are 3,004 locuitori, preponderent români.
Satul este situat la o altitudine de 412 metri, se află pe malul râului Sirețel, în partea de centru sud a raionului Storojineț și foarte aproape de frontiera cu România.

## Istorie

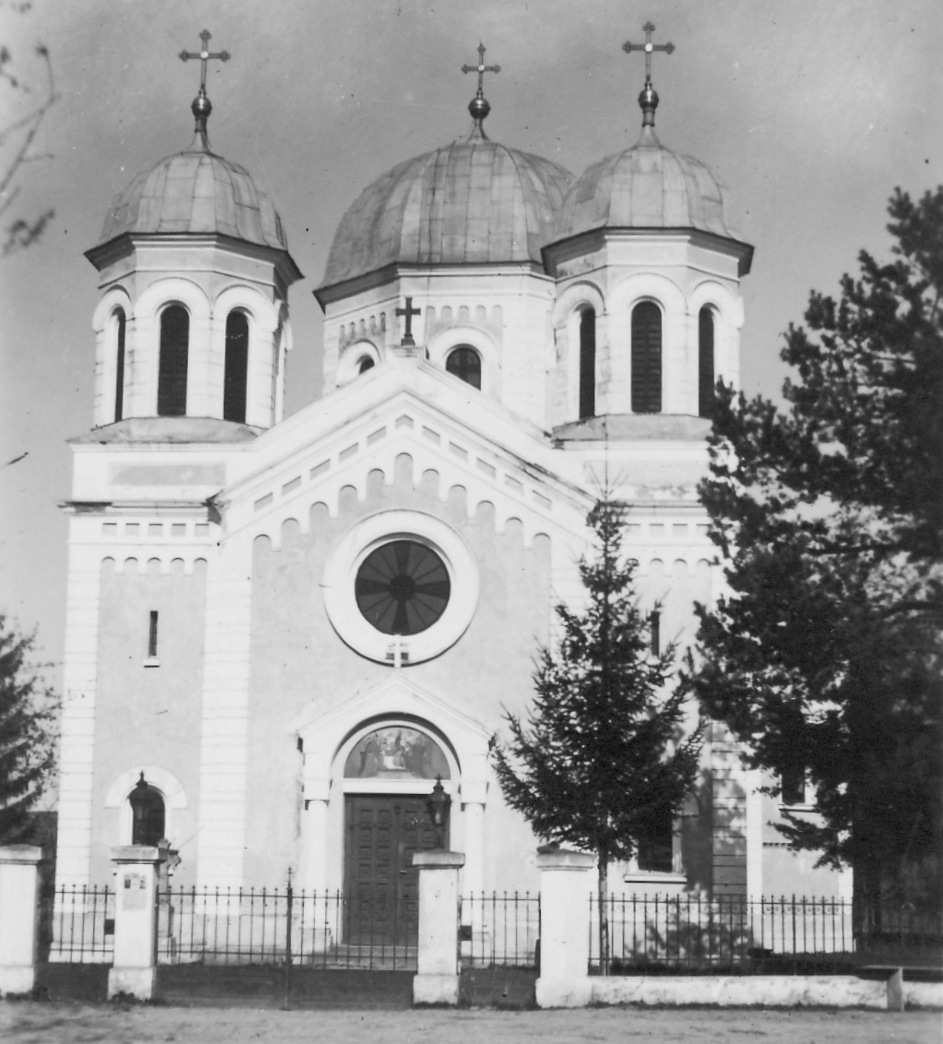
Biserica ortodoxă în 1936

Localitatea Pătrăuții de Jos a făcut parte încă de la înființare din regiunea istorică Bucovina a Principatului Moldovei. Familia Turculeț este originară din acest sat, ea jucând un rol important în armata poloneză . 
În ianuarie 1775, ca urmare a atitudinii de neutralitate pe care a avut-o în timpul conflictului militar dintre Turcia și Rusia (1768-1774), Imperiul Habsburgic (Austria de astăzi) a primit o parte din teritoriul Moldovei, teritoriu cunoscut sub denumirea de Bucovina. După anexarea Bucovinei de către Imperiul Habsburgic în anul 1775, localitatea Pătrăuții de Jos a făcut parte din Ducatul Bucovinei, guvernat de către austrieci, făcând parte din districtul Storojineț (în germană Storozynetz). 
După Unirea Bucovinei cu România la 28 noiembrie 1918, satul Pătrăuții de Jos a făcut parte din componența României, în Plasa Flondoreni a județului Storojineț. Pe atunci, majoritatea populației era formată din români (aproape în totalitate). 
Ca urmare a Pactului Ribbentrop-Molotov (1939), Bucovina de Nord a fost anexată de către URSS la 28 iunie 1940. După ocuparea satului de către sovietici, mai mulți săteni au încercat să treacă în România. Ca urmare a zvonurilor lansate de NKVD că s-ar permite trecerea graniței în România, la 1 aprilie 1941, un grup mare de oameni din mai multe sate de pe valea Siretului (Pătrăuții de Jos, Pătrăuții de Sus, Cupca, Corcești, Suceveni), purtând în față un steag alb și însemne religioase (icoane, prapuri și cruci din cetină), a format o coloană pașnică de peste 3.000 de persoane și s-a îndreptat spre noua graniță sovieto-română. În poiana Varnița, la circa 3 km de granița română, grănicerii sovietici îi așteptau ascunși în pădure; au tras din plin cu mitraliere, în continuu, secerându-i. Supraviețuitorii au fost urmăriți de cavaleriști și spintecați cu sabia. Supraviețuitorii au fost arestați de NKVD din Adâncata și după torturi înfiorătoare, au fost duși în cimitirul evreiesc din acel orășel și aruncați de vii într-o groapă comună, peste care s-a turnat și s-a stins var. Conform listelor realizate mai târziu, din Pătrăuții de Jos au existat 17 victime ale Masacrului de la Fântâna-Albă: Zaharia Boiciu, Olga Kobeli a lui Ioan și Maria Kobeli (născută Aroneț), Ana Feodoran a lui Simion, Gheorghe Feodoran a lui Gheorghe, Teodor Feodoran a lui Gheorghe, Maftei Gavriliuc, Ion Pătrăuceanu a lui Ilie, Ștefan Pavel a lui Petru, Rafila Pojoga etc . 
Bucovina de Nord a reintrat în componența României în perioada 1941-1944, fiind reocupată de către URSS în anul 1944 și integrată în componența RSS Ucrainene. 
Începând din anul 1991, face parte din raionul Storojineț al regiunii Cernăuți din cadrul Ucrainei independente. Conform recensământului din 1989, numărul locuitorilor care s-au declarat români plus moldoveni era de 2.514 (2.483+31), adică 93,77% din populația localității. În sat, mai locuiau 134 ucraineni, 18 poloni, 13 ruși, 1 evreu și unul de altă etnie . În prezent, satul are 3.004 locuitori, preponderent români.
În Pătrăuții de Jos există Clubul cultural-sportiv "Dragoș Vodă", cu un ansamblu de dansuri populare de copii și cu o echipă de fotbal de copii. Clubul a fost fondat la inițiativa lui Vasile Popescu (1942-2007), primarul satului Pătrăuții de Jos timp peste 30 de ani și tatăl deputatului Ion Popescu. În prezent, Clubul este condus de fratele mai mic al deputatului, Vitalie Popescu, iar animatoarea ansamblului de dansuri populare este sora sa mai mică, Larisa.

## Demografie
Componența lingvistică a localității Pătrăuții de Jos
     Română (96,18%)
     Ucraineană (2,36%)
     Alte limbi (1,46%)
Conform recensământului din 2001, majoritatea populației localității Pătrăuții de Jos era vorbitoare de română (96,18%), existând în minoritate și vorbitori de ucraineană (2,36%).
1930: 2.771 (recensământ)
1989: 2.681 (recensământ)
2001: 3.004 (recensământ)

### Recensământul din 1930
Componența etnică a comunei Pătrăuții de Jos (județul Storojineț)
     Români (81,12%)
     Evrei (4%)
     Polonezi (11,91%)
     Altă etnie (2,97%)
Componența confesională a comunei Pătrăuții de Jos
     Ortodocși (79,5%)
     Romano-catolici (12,59%)
     Mozaici (4%)
     Baptiști (3,53%)
     Altă religie (0,38%)
Conform recensământului efectuat în 1930, populația comunei Pătrăuții de Jos se ridica la 2.771 locuitori. Majoritatea locuitorilor erau români (81,12%), urmați de polonezi (11,91%) și evrei (4,00%). Alte persoane s-au declarat: maghiari (5 persoane), germani (20 de persoane), ruteni (21 de persoane) și ruși (23 de persoane). Din punct de vedere confesional, majoritatea locuitorilor erau ortodocși (79,50%), urmați de romano-catolici (12,59%), mozaici (4,00%) și baptiști (3,53%). Alte persoane au declarat: greco-catolici (4 persoane) și evanghelici\luterani (6 persoane).

## Personalități
- Ion Popescu (n. 1964) - filolog și om politic ucrainean de etnie română, deputat al poporului în Rada Supremă de la Kiev (1994-2002, 2006-2014), președinte al Consiliului Național al Uniunii Interregionale "Comunitatea Românească din Ucraina"

## Lăcașe de cult
- Biserica "Schimbarea la Față"
- Biserica "Adormirea Maicii Domnului"
- Biserica cu hramul Sfinților Apostoli Petru și Pavel